# Roman Łachbaum
Roman Olegowicz Łachbaum, ros. Роман Олегович Лахбаум (ur. 4 sierpnia 1998 w Sterlitamaku) – rosyjski żużlowiec.
W polskiej lidze żużlowej startował od 2016 r., reprezentując kluby: KSM Krosno (2016), ROW Rybnik (2017) oraz GKM Grudziądz (2018–2021). W sezonie 2022 miał reprezentować Polonię Bydgoszcz, jednak z powodu inwazji Rosji na Ukrainę rosyjscy zawodnicy zostali zawieszeni przez FIM do odwołania.
Dwukrotny indywidualny mistrz Rosji juniorów do 21 lat (2016, 2018). Największy sukces w dotychczasowej karierze odniósł w 2019 w Równem, zdobywając srebrny medal indywidualnych mistrzostw Europy juniorów.